# Eupithecia angusta
Eupithecia angusta là một loài bướm đêm trong họ Geometridae.